# Bundesstraße 96
Die Bundesstraße 96 (Abkürzung: B 96) ist eine Bundesstraße in Deutschland. Sie führt von Zittau im östlichen Teil der Oberlausitz bis nach Sassnitz auf Rügen.

## Verlauf
Die Bundesstraße 96 hat folgenden Verlauf:

### Sachsen

#### Zittau – Bautzen
Die B 96 beginnt in Zittau am Stadtring, wo ebenfalls die B 99 beginnt, und kreuzt danach Mittelherwigsdorf mit Überquerung des Rietschebachs. Die aufwendigste Ausbaustelle der neuen Straße war die Überquerung des Landwassers bei der Landschenke kurz vor Oderwitz, die seit frühester Zeit per Furt geschah. 1603 bauten hier Zittauer, Niederoderwitzer und Herwigsdorfer Bürger gemeinsam die „Landbergbrücke“, deren vorletzter Neubau 1934/1935 erfolgte. Damit verbunden war die Beseitigung des serpentinenartigen Ausbaus mit drei Kehren am Landberg. Seit 1993 gibt es wegen des erhöhten Verkehrsaufkommens eine neue Betonbrücke. Nach Nieder- und Oberoderwitz führt die Straße weiter über Eibau, Walddorf und erreicht bei den „Hübelhäusern“ das Gebiet von Ebersbach hinter der Europäischen Hauptwasserscheide zwischen Ostsee (Landwasser) und Nordsee (Spree). Bis auf einige kurze Teilstücke folgt der Straßenverlauf nun dem Tal der Spree in nordwestlicher Richtung bis Neusalza-Spremberg. Im benachbarten Oppach zweigt die B 98 von der B 96 in Richtung Bischofswerda ab. Die B 96 überquert im weiteren Verlauf bei Wurbis die zweite Bergkette des Lausitzer Berglandes in Richtung Bautzen. Dabei durchquert sie die Orte Halbendorf im Gebirge, Eulowitz, Großpostwitz, Rascha, Ebendörfel und Oberkaina.

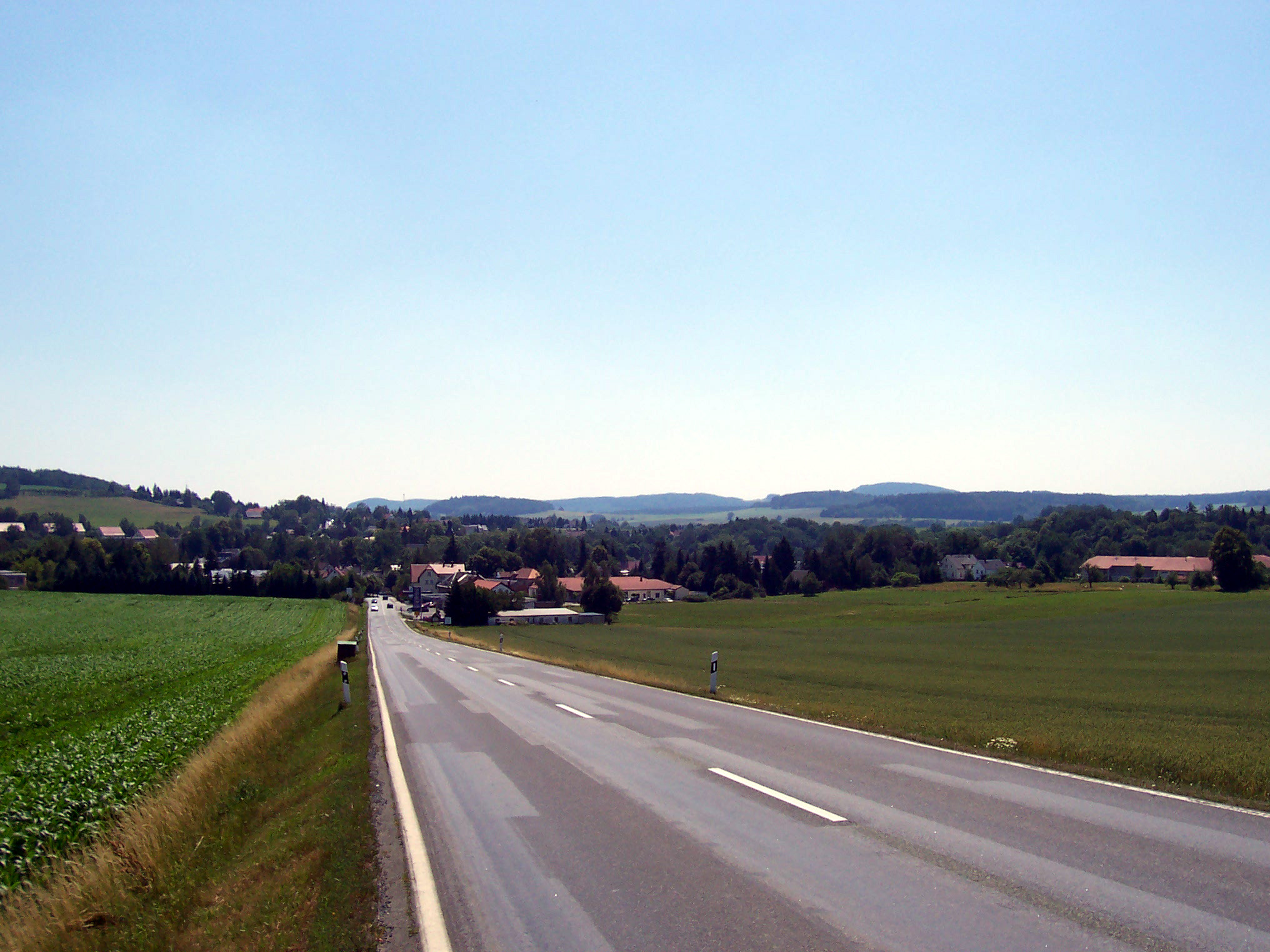
Blick von der B 96 in südöstlicher Richtung auf Oppach

Die Chaussierung der damaligen Straße erfolgte in den 1830er Jahren und bildete eine wesentliche Voraussetzung für den Betrieb der Fahrpost zu verschiedenen Orten. Seit 1840 verkehrten auf ihr regelmäßig Wagen zwischen Dresden und Zittau über Ebersbach (Baukosten der Gemeinde für den Straßenabschnitt innerhalb von Ebersbach: 2733 Taler), seit 1845 verkehrten sie von Löbau nach Rumburk. Nach der Einweihung der heute stillgelegten Bahnstrecke Zittau–Löbau 1848 endete die Fahrpost von Dresden in Oberoderwitz. Mit dem Motorisierungsbeginn in den 1920er Jahren erfolgten verkehrsbedingt Begradigungen und Verbreiterungen von einzelnen Straßenabschnitten. In Neusalza-Spremberg wurde eine völlig neue, 800 Meter lange Führung östlich entlang der Spree, zur Umgehung der engen Straßen der Innenstadt geschaffen.

#### Bautzen – Senftenberg
In Bautzen umgeht die B 96 seit dem 16. Dezember 2013 die Innenstadt auf der Westtangente, die u. a. über eine Spreebrücke und einen Tunnel verfügt. Diese Umgehungsstraße wurde angelegt, um den vielbefahrenen innerstädtischen Abschnitt über die Friedensbrücke zu entlasten. Nordwestlich der Stadt unterquert die B 96 an der Anschlussstelle Bautzen-West die A 4. Im weiteren Verlauf führt die Straße über Königswartha durch das Oberlausitzer Heide- und Teichgebiet nach Hoyerswerda. Dort überquert sie die Schwarze Elster und verläuft anschließend etwa einen Kilometer in gemeinsamer Streckenführung mit der B 97. In der Spremberger Vorstadt trennen sich die beiden Streckenverläufe wieder. Die B 97 setzt sich in nordöstlicher Richtung nach Spremberg fort, die B 96 verläuft zunächst nach Nordwesten aus Hoyerswerda hinaus und dann durch Lauta. In Kleinkoschen trifft sie erneut auf die Schwarze Elster und führt an ihrem Ufer zwischen dem Geierswalder und dem Senftenberger See hinein nach Senftenberg.

### Brandenburg/Berlin

#### Senftenberg – Finsterwalde – Luckau – Baruth
In Senftenberg biegt die Streckenführung zunächst nach Norden und dann nach Nordosten ab. Dort wird sie kreuzungsfrei auf die B 169 übergeleitet. Anschließend verlaufen beide Bundesstraßen rund sieben Kilometer auf einer gemeinsamen Trasse, die teilweise dreistreifig ausgebaut ist. Etwas südlich von Allmosen zweigt die B 96 dann wieder auf eine eigene Strecke, verläuft in westlicher Richtung durch Großräschen und hat dort die gleichnamige Anschlussstelle mit der A 13. Im folgenden Verlauf durchquert sie die nordwestlich von Großräschen gelegene Stadt Finsterwalde und biegt dort nach Norden ab.
Sie führt anschließend durch Sonnewalde, überquert den Niederlausitzer Landrücken östlich an der Rochauer Heide vorbei und erreicht über einen kleinen Höhenzug im Luckauer Becken die Stadt Luckau. Hier wurde ebenfalls eine Umgehungsstraße angelegt, deren Trasse sich die B 96 für ein kurzes Stück mit der kreuzenden Bundesstraße B 87 teilt – einer seit dem Mittelalter genutzten Verbindung zwischen Leipzig und Frankfurt (Oder). In Richtung Westen beginnt in Luckau außerdem die B 102.
Nördlich von Luckau verläuft die B 96 weiter in nordwestlicher Richtung durch die Luckauer Ortsteile Gießmannsdorf und Rüdingsdorf und schließlich über Zützen nach Golßen. Dort stößt die B 115 auf die Strecke der B 96, zusammen verlassen sie die Niederlausitz und führen parallel zur Bahnstrecke Berlin–Dresden bis nach Baruth/Mark hinein.

#### Baruth – Mahlow
In einem zentral in Baruth gelegenen Kreisverkehr trennen sich die B 96 und B 115 wieder. Die B 96 durchquert in der Stadt Baruth das Baruther Urstromtal und verläuft dann durch die Luckenwalder Heide weiter parallel der Bahnstrecke Berlin–Dresden Richtung Norden nach Wünsdorf und von dort nach Zossen. Innerhalb des Ortes haben die B 96 und die B 246 einen gemeinsamen Verlauf, jedoch zweigt letztere in Nähe des Bahnhofes nach Westen ab, während sich die B 96 weiter nach Norden fortsetzt. Bei Rangsdorf kreuzt sie sich an einer Anschlussstelle mit dem Berliner Autobahnring.
Zwischen Rangsdorf und der Stadtgrenze Berlins ist die B 96 vierstreifig ausgebaut. Durch eine Neubautrasse werden die Orte Dahlewitz und Mahlow, Ortsteil Glasow, umfahren. Hinter Glasow verläuft die Bundesstraße auf der alten Trasse bis zur Stadtgrenze. Dort befand sich der Grenzübergang Mahlow/Lichtenrade, der während der Teilung Deutschlands nur für Entsorgungsfahrzeuge der Berliner Stadtreinigungsbetriebe passierbar war.

#### Berlin
Die Straße führt in Süd-Nord-Richtung durch Berlin. Ab der südlichen Stadtgrenze trägt sie den Namen Kirchhainer Damm.

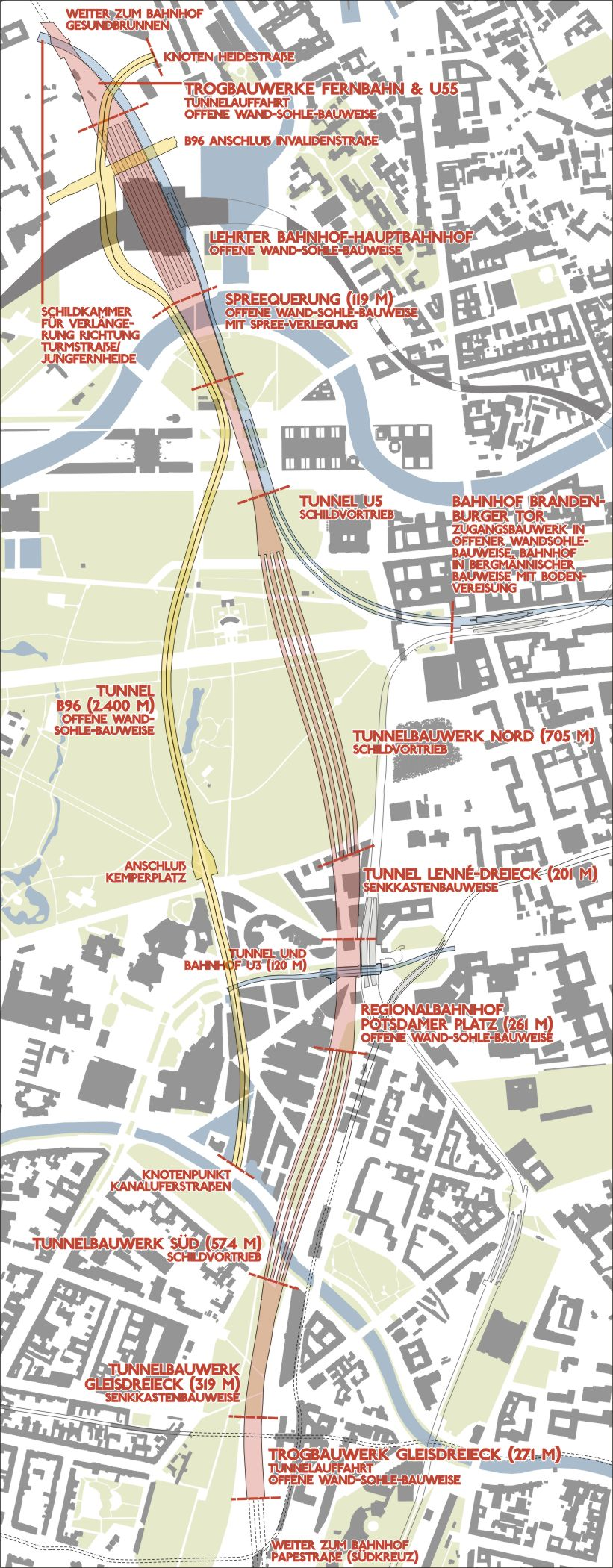
Verlauf der B 96 im Tunnel Tiergarten Spreebogen unter dem Zentrum Berlins

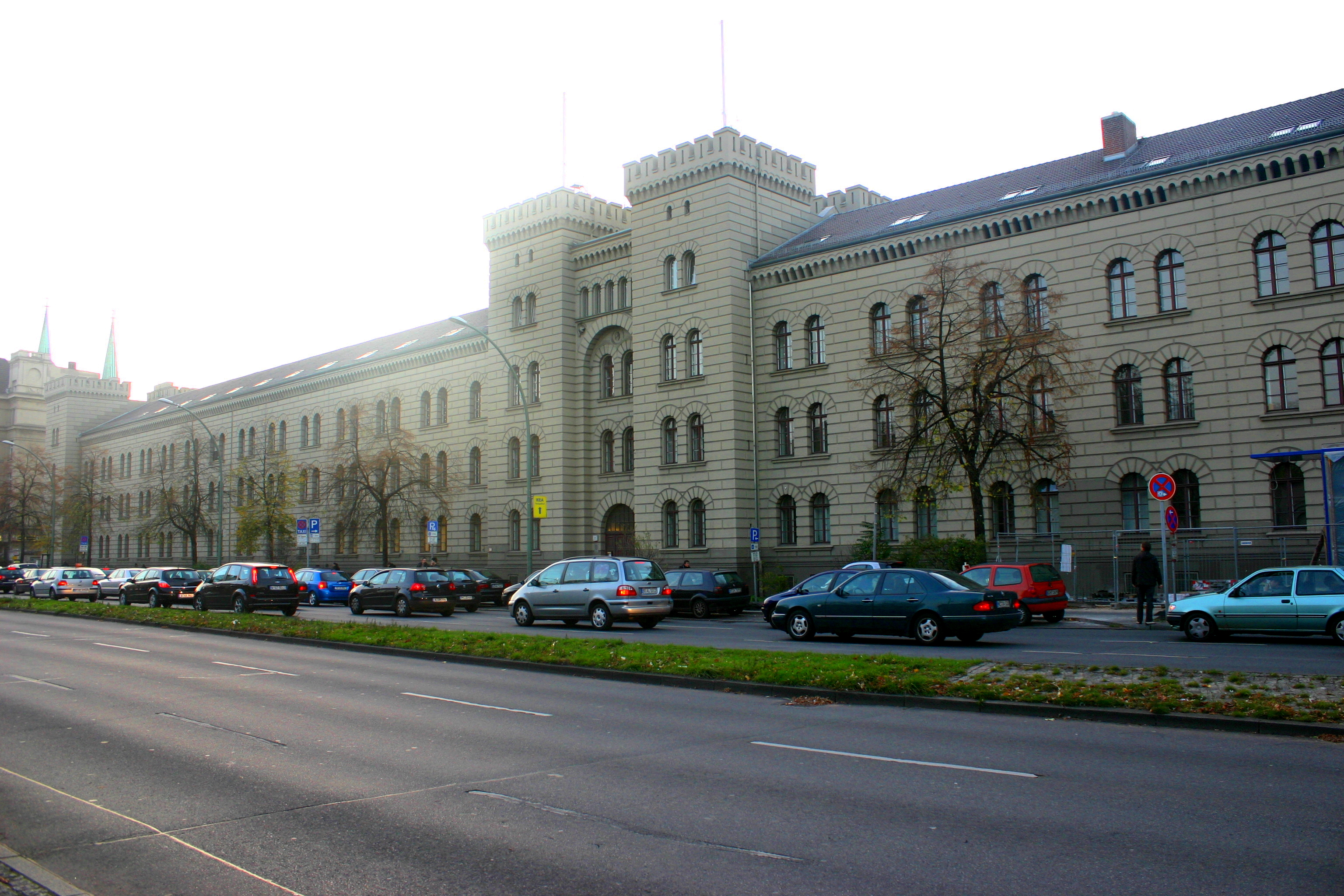
Mehringdamm

Von dort zweigt auch die B 96a ab, mit der zu DDR-Zeiten West-Berlin umgangen wurde. Die B 96a trifft erst nördlich von Berlin wieder auf die B 96. Die B 96 selbst verläuft im Berliner Stadtgebiet dann auf dem Lichtenrader Damm, Mariendorfer Damm und führt später als Tempelhofer Damm am ehemaligen Flughafen Tempelhof vorbei. Hinter dem Platz der Luftbrücke wird die Straße dann als Mehringdamm weitergeführt. Am Halleschen Tor zweigt die B 96 Richtung Westen ab und führt beiderseits des Landwehrkanals entlang als Hallesches Ufer/Reichpietschufer auf der Nordseite bzw. Tempelhofer/Schöneberger Ufer auf der Südseite. Seit dem 26. März 2006 wird sie dann wieder nördlich durch den Tiergartentunnel unter dem Stadtquartier am Potsdamer Platz, dem Regierungsviertel und dem Hauptbahnhof geleitet. Zu Mauerzeiten lief sie als Entlastungsstraße durch den Tiergarten. Hinter dem Tiergartentunnel läuft sie als Heidestraße weiter am Berlin-Spandauer Schifffahrtskanal entlang, verläuft auf der Sellerstraße, Müllerstraße, Fennstraße und schließlich auf der Reinickendorfer Straße, dann weiter auf der Markstraße, Residenzstraße, Lindauer Allee, Roedernallee und der Oranienburger Straße/Oraniendamm. Als Berliner Straße verläuft sie in Hermsdorf. Sie führt dann am „Entenschnabel“ in Glienicke/Nordbahn für etwa 500 Meter über Brandenburger Gebiet und bildet für weitere 900 Meter die Landesgrenze zu Brandenburg. Als Oranienburger Chaussee verläuft sie im Ortsteil Frohnau für weitere drei Kilometer auf Berliner Stadtgebiet, überquert dann vor Hohen Neuendorf endgültig die Landesgrenze in Richtung Oranienburg.

#### Glienicke – Löwenberg
Ungefähr 250 Meter nach der Landesgrenze Berlin/Brandenburg unterquert die Straße in Hohen-Neuendorf die S-Bahn-Trasse Berlin-Frohnau – Oranienburg, bevor sie in einem Kreisverkehr, dem Marienetta-Jirkowsky-Platz, mündet. In Birkenwerder mündet die B 96a (Clara-Zetkin-Straße) wieder in die B 96 (Hauptstraße) ein.
Mit Fertigstellung der neuen B 96 als Westumfahrung von Oranienburg im Jahr 2003 wurde der Verkehr aus dem Ort herausgenommen. Die alte Trasse durch das Zentrum Oranienburgs wurde zur Gemeindestraße herabgestuft. Seitdem führt die B 96 (in Fahrtrichtung Nord aus Berlin heraus betrachtet) über die Abfahrt Birkenwerder, die A 10 (nördlicher Berliner Ring), das Autobahnkreuz Oranienburg und von dort elf Kilometer als autobahnähnliche Straße mit drei Ausfahrten, teilweise über den ehemaligen Flugplatz Oranienburg zurück auf die bestehende Trasse der B 96 an der Anschlussstelle der Landesstraße L 191 nördlich von Oranienburg. Ein weiterer Ausbau in Richtung Norden ist geplant. Da die jetzige Trasse den Ort Nassenheide in zwei Teile zerschneidet, fordert eine Bürgerinitiative einen geänderten Streckenverlauf. Die Straße verläuft weiter über Teschendorf und Löwenberg.

#### Löwenberg – Fürstenberg
Gransee wird seit den 1960er Jahren in Ortsrandlage umfahren, die B 96 hat hier keine echte Ortsumgehung, lediglich der Ortskern wird nicht gekreuzt. 2005/2006 wurde im nordöstlichen Ortsbereich ein Kreisverkehr eingerichtet, die noch bis dahin bestehende Klinkerpflasterung durch Asphalt ersetzt. Eine echte Ortsumgehung von Gransee ist geplant, sie soll östlich am Ort vorbeigeführt werden. Bei Dannenwalde wurde 2006 eine baufällige Brücke nach mehrmonatiger Straßensperre durch eine neue Brücke an gleicher Stelle ersetzt. Bis dahin war die Geschwindigkeit über die alte Brücke auf 30 km/h begrenzt, die Brücke wurde notdürftig in Betrieb gehalten. Während der Bauphase wurde der Verkehr westlich über Neuglobsow geführt. Eine weitere Brücke ist seit 2011 nur einspurig befahrbar; eine Sanierung ist geplant.
In Fürstenberg/Havel führt die B 96 direkt durch das Zentrum und ist daher auf 30 km/h limitiert. Im Stadtkern staut sich regelmäßig der Durchgangsverkehr einschließlich Lkw und Schwerlasttransportern und die Belastungen für Anwohner und Urlauber sind enorm hoch, was zur Gründung von Bürgerinitiativen führte. Nach Protesten gegen eine über das Gelände des früheren Jugend-KZ Uckermark führende Ortsumgehung östlich von Fürstenberg ist nunmehr eine stadtnahe Umgehung entlang der Bahnlinie im Gespräch. Im Bundesverkehrswegeplan 2030 wurde die Ortsumgehung Fürstenberg/Havel durch die Aufnahme in den priorisierten Bedarf aufgewertet.

### Mecklenburg-Vorpommern

#### Ortsumgehung Neustrelitz
Der Verlauf der alten Strecke durch Neustrelitz erwies sich als sehr ungünstig für den historischen Ortskern. Zudem konnte die Strecke nicht den Ansprüchen genügen. Deshalb war die Ortsumgehung als einer der ersten nach der deutschen Wiedervereinigung begonnen worden. Bereits 1993 befand sich der zweite Bauabschnitt in Bearbeitung. Der Bau der Ortsumgehung wurden sukzessive von Nord nach Süd voran getrieben und 2005/2006 fertiggestellt. Die B 96 zweigt jetzt südlich vom Neustrelitzer Stadtteil Strelitz-Alt in östlicher Richtung ab und erreicht nördlich von Neustrelitz nach Überquerung der Bahnstrecke Neustrelitz–Warnemünde die ursprüngliche Trasse. Am Knotenpunkt Woldegker Chaussee befindet sich die Anschlussstelle der B 198.

#### Neustrelitz – Neubrandenburg – A20
Der weitere Verlauf führt über Usadel, wo landschaftlich reizvolle Ausblicke auf den Tollensesee möglich sind, nach Neubrandenburg. Seit 2019 wird das Zentrum dieser Stadt und die ringförmigen Einbahnstraße um das Stadtzentrum linksläufig umfahren. Der Neubrandenburger Ring ist eine der meistbefahrenen Straßen Nordostdeutschlands mit einer Frequenz von rund 35.000 Fahrzeugen am Tag und wird nun durch die neue Umfahrung entlastet. Östlich von Neubrandenburg läuft sie gemeinsam mit der B 104. Der Verlauf der B 96 wird an die Anschlussstelle Neubrandenburg-Ost der A 20 herangeführt und unterbrochen. Der ehemalige Verlauf von Neubrandenburg nach Greifswald wurde durch die Fertigstellung der A 20 zur Landesstraße L 35 herabgestuft. Auf dem ehemaligen Abschnitt der B 96a Greifswald–Stralsund verläuft heute die B 105.

#### A20 – Stralsund – Rügenbrücke
Die Bundesstraße 96 wird an der zum Autobahndreieck ausgebauten Anschlussstelle Stralsund fortgesetzt. Ab hier ist sie zu einer vierstreifigen Kraftfahrstraße als Autobahnanbindung von Stralsund und der Insel Rügen ausgebaut. Zwischen der auch als „Pommerndreieck“ bezeichneten Anschlussstelle der A 20 und der Anschlussstelle Brandshagen (B 105) verfügt sie über keinen Standstreifen. In regelmäßigen Abständen sind Nothaltebuchten errichtet. Zwischen der Anschlussstelle Brandshagen und der neuen Strelasundbrücke ist die B 96 mit Autobahnquerschnitt einschließlich Standstreifen ausgebaut. In Stralsund überquert die B 96 seit Oktober 2007 mit der Rügenbrücke den Strelasund. Diese 2831 Meter lange Hochbrücke bildet neben dem alten Rügendamm die zweite Querung dieser Ostsee-Meerenge. Das neue Bauwerk und die Straße bis zum Anschluss Altefähr ist mit drei Fahrstreifen ausgerüstet. Eine elektronische Verkehrsbeeinflussung gibt je nach Verkehrsaufkommen den mittleren Streifen für jeweils eine Fahrtrichtung frei. Ursprünglich wurde diese autobahnähnliche Straße als Bundesautobahn 201 geplant.

#### Rügenbrücke – Bergen auf Rügen
Ab der Anschlussstelle Altefähr verläuft eine neu gebaute B 96 als wechselseitig dreispurige kreuzungsfreie Kraftfahrstraße im 2+1-System bis zur Anschlussstelle Sassnitz/Bergen auf Rügen. In diesem Abschnitt verläuft die neue Straße zum größten Teil parallel entlang ihres ursprünglichen Verlaufs.
Gerade in den Sommermonaten bildeten sich auf der alten Route Staus bis zu 20 Kilometern Länge. Besonders stauträchtig war hierbei der Knotenpunkt Samtens. Während der Schrankenschließungszeiten eines Bahnüberganges auf einer einmündenden Seitenstraße wurde der Verkehr auf der davon nicht betroffenen ehemaligen B 96 mehrfach stündlich für mehrere Minuten komplett angehalten.
Im Vorfeld gab es massive Kritik von Naturschützern, sie betrachten das Projekt als überdimensioniert und drängten auf einen Ausbau der Bestandsstrecke anstelle eines kompletten Neubaus. Der Baubeginn wurde durch mehrere Klagen der Umweltschutzorganisationen B.U.N.D. und NABU verzögert.
Am 15. Juni 2011 erfolgte der erste Spatenstich im Realisierungsabschnitt Altefähr–Samtens. Die Kosten für diesen Abschnitt belaufen sich auf etwa 96,5 Millionen Euro (Stand: 2012), wovon 39 Millionen vom Bund getragen werden und 49 Millionen Euro aus dem Europäischen Fonds für regionale Entwicklung. Zunächst war mit deutlich niedrigeren Kosten kalkuliert worden; die Kostensteigerungen waren auf den verzögerten Baubeginn und den zusätzlichen Bau von Grün- und Wildbrücken auf der Strecke zurückzuführen. Der Abschnitt wurde am 8. Dezember 2015 eröffnet. Der Weiterbau von Samtens bis Bergen auf Rügen startete am 19. Juli 2016 und wurde am 25. Juni 2019 für den Verkehr freigegeben.

#### Bergen auf Rügen – Sassnitz
An der letzten Anschlussstelle der neuen Kraftfahrstraße bei Bergen auf Rügen geht die Fahrbahn in die B 196 über.
Um den Verlauf der B 96 zu folgen, verlässt man die Kraftfahrstraße über die Ausfahrten und dem Kreisverkehr auf die westliche Ortsumfahrung der Stadt Bergen auf Rügen. Die Straße ist von Bergen auf Rügen bis kurz hinter Sagard überwiegend im Regelquerschnitt von 7,50 m ausgebaut.
In der Zeit vom September 2017 bis Juni 2019 wurde ein 2,8 Kilometer langer Straßenabschnitt zwischen Strüssendorf und dem Abzweig Ralswiek auf 7,50 m verbreitert. Die Baumaßnahme sahen viele Anwohner wegen der extrem langen Bauzeit und der notwendigen Baumfällungen als sehr kritisch. Nur in den Sommermonaten wurden die Bauarbeiten unterbrochen.

## Bedeutung
Vom Kreuz Oranienburg mit dem Berliner Ring und der A 111 bis zum Anschluss Neubrandenburg-Ost zur A 20 verläuft die Europastraße 251 auf der Strecke. Nach der Unterbrechung durch die A 20 werden ab der Anschlussstelle Stralsund die Europastraße 22 und die E 251 bis zum Abzweig der B 96b bei Borchtitz auf Rügen über die B 96 geführt.
Die überregionale Bedeutung als Fernstraße zwischen Berlin und dem Norden von Mecklenburg-Vorpommern ist seit der Fertigstellung der Autobahnverbindung über die Autobahnen A 11/A 20 vorübergehend geringer geworden. Da die Kapazitäten der A 11 gerade in den Ferienzeiten nicht ausreichen, wird die B 96 als Ausweichstrecke von Pkw-Fahrern genutzt, auch weil die Streckenführung der A 11/A 20 deutlich länger ist. Zudem gilt die B 96 als Haupterschließungsstraße für die Mecklenburgische Seenplatte. Schon vor der Einführung der Lkw-Maut galt die B 96 durch den Lkw-Verkehr als besonders belastet. Diese Situation hat sich seit Einführung der Maut im Jahr 2005 nochmals verschärft.

## Geschichte und früherer Verlauf

### Chausseebau im 19. Jahrhundert
Zur Förderung des Handels und Verkehrs begann das Großherzogtum Mecklenburg-Strelitz ab 1834 mit dem Ausbau seines Chausseenetzes. In den Jahren 1838 und 1839 wurde die Chaussee von Neubrandenburg über Neustrelitz bis zur Landesgrenze bei Dannenwalde gebaut. 1845 entstand die Chaussee von Neubrandenburg nach Altentreptow.
Am 1. Mai 1839 wurden die Streckenabschnitte Berlin – Oranienburg und Gransee – Landesgrenze offiziell in Betrieb genommen, am 15. Mai 1839 folgte der Streckenschnitt Löwenberg – Gransee.

### Frühere Strecken und Bezeichnungen

Schild der damaligen Fernverkehrsstraße nach der DDR-Straßenverkehrsordnung von 1956

Der Ursprung der heutigen B 96 liegt in der Einführung von „Fernverkehrsstraßen“ (FVS) durch die Weimarer Republik am 17. Januar 1932. Dabei wurde in Deutschland zum ersten Mal eine fortlaufende Nummerierung eingeführt. Die FVS 96 verlief in diesem Ursprungsnetz anders als heute südlich von Finsterwalde über Elsterwerda, Großenhain, Radeburg, Dresden und Dippoldiswalde zur Reichsgrenze bei Zinnwald-Georgenfeld. Nach der Umwandlung der FVS-Straßen in Reichsstraßen (ab 1934; Abkürzung R) wurde der heutige Verlauf eingeführt.
Zwischen 1934 und dem Anschluss von Österreich im Jahr 1938 sowie der Annexion des tschechischen Landesteils der Tschechoslowakei 1939 verlief die Straße als Reichsstraße 96 nach Süden weiter bis Hrádek nad Nisou / Grottau – nach der Annexion darüber hinaus über Liberec/Reichenberg, Poděbrady/Podiebrad, Jihlava/Iglau, Znojmo/Znaim, Wien, Eisenstadt bis zur ungarischen Grenze vor Sopron/Ödenburg.
In der DDR wurde der Name Fernverkehrsstraße wiedereingeführt, allerdings statt des Kürzels FVS das Kürzel F für „Fernverkehrsstraße“ vergeben. Die damalige F 96 war die längste Fernverkehrsstraße innerhalb der DDR und gleichzeitig eine Hauptverkehrsachse in Nord-Süd-Richtung. Um einen durchgängigen Verlauf in Ost-Berlin zu gewährleisten, wurde nach dem Bau der Berliner Mauer 1961 von der DDR der Verlauf der damaligen F 96 so geändert, dass sie zwischen Blankenfelde-Mahlow an der südlichen und Birkenwerder an der nördlichen Berliner Stadtgrenze nur über DDR-, hauptsächlich Ost-Berliner Gebiet führte. Dieses Teilstück trägt heute die Bezeichnung B 96a, da der weitgehend in West-Berlin liegende, seit 1949 Bundesstraße 96 genannte Verlauf von der DDR-internen Änderung nicht erfasst wurde und nach der deutschen Wiedervereinigung wieder mit den durch die Grenze abgetrennten DDR-Abschnitten zusammengefasst wurde. Der heutige West-Berliner Abschnitt entspricht nicht mehr ganz dem bis 1961 bestehenden Verlauf, der den zu Ost-Berlin gehörenden Bezirk Mitte durchquerte, sondern enthält seit den 1980er Jahren die als Umleitung angelegte Strecke durch den Tiergarten, die seit den 1960er Jahren als Bundesstraße E bezeichnet wurde. Südlich von Berlin war die F 96 abweichend vom heutigen Verlauf über die Orte Klausdorf und Mellensee (beide heute Gemeinde Am Mellensee) umgeleitet, da sich auf dem eigentlichen Verlauf zwischen Wünsdorf und Zossen das Gelände des Sitzes des Oberkommandos der Gruppe der Sowjetischen Streitkräfte in Deutschland befand und entsprechend Sperrgebiet war.
Ursprünglich führte die Bundesstraße von Neubrandenburg aus in Richtung Norden über die jetzige Landesstraße L 35 über Altentreptow, Jarmen und Greifswald nach Stralsund auf der Hanse-Route. Zwischen Greifswald und Stralsund wurde zwischen 1964 und 1967 neben der seinerzeit bestehenden F 96, die teilweise aus Kopfsteinpflaster und engen Ortsdurchfahrten bestand, eine neue Parallelstrecke westlich von dieser gebaut, um den Touristenverkehr zur Insel Rügen zu gewährleisten. Diese trug bis zum Ende der DDR die Bezeichnung F 96a, ab 1990 und bis zum Ende der 1990er Jahre ebenfalls den Namen B 96a. Danach wurde aus der B 96a die B 96 und die Trasse der alten F 96 zur Ortsverbindungsstraße. Seit der Neuordnung der Bundesstraßen im Raum Greifswald-Neubrandenburg 2006 ist die B 96 zwischen Brandshagen und der Ortsumgehung Greifswald ein Teil der B 105.

## Rezeption

### Kulterelles
- Im Bereich des ehemaligen Grenzüberganges Kirchhainer Damm befindet sich seit 2009 das Mauerdenkmal an der B 96.

### Musikalisches
- Der ostdeutsche Liedermacher und Rockmusiker Gerhard Gundermann verarbeitete die seit der politischen Wende entlang der B 96 eingetretenen Veränderungen in seinem Lied Straße nach Norden.[20]
- Das Berliner Hip-Hop-Duo Zugezogen Maskulin nennt in seinem Song Rotkohl die B 96 als Beispiel für die zahlreichen Verkehrstoten auf deutschen Alleen.[21]
- Die Bautzener Band Silbermond gab einem 2015 erschienenen und 2016 als Single veröffentlichten Lied den Namen B 96.[22]
- Die ehemalige F 96 und heutige B 96 wird auch als „Route 66 Ostdeutschlands“ bzw. „Route 96“ bezeichnet.[23] Diesen Fakt greifen unter anderem Marteria und Casper in ihrem gemeinsamen Song Omega auf.[24]

### Literarisch-journalistisches
- Der Berliner Schriftsteller Marc Kayser veröffentlichte im Oktober 2015 im Verlag Bild und Heimat den Roadtrip: Große Freiheit Ost – Auf der B 96 durch ein wildes Stück Deutschland. ISBN 978-3-95958-000-7.
- Raphael Thelen, Thomas Victor: Straße der Träume – ein Roadtrip auf der B 96. be.bra Verlag, Berlin 2018, ISBN 978-3-86124-715-9.
- Das ZDF und Phoenix strahlten von 2019 bis 2023 mehrfach die Dokumentation Traumstraße der DDR – B 96 von Zittau nach Sassnitz aus.[25]
- Sebastian Leber: Die Wutbürger von der B 96 – „Das wüsste ich doch, wenn hier Rechtsradikale wären“. In: Der Tagesspiegel. 6. Juli 2020
- Valerie Schönian: Straße der Wut. In: Zeit Online. 23. Juli 2020
- Der MDR produzierte im Rahmen seiner Reihe Der Osten – Entdecke wo du lebst die zweiteilige Sendung Die B 96 – Legendäre Fernstraße.[26]

## Dokumentarfilm
- ZDFinfo: Traumstraße der DDR – B 96 von Zittau nach Sassnitz  (2019)